# Richard Wyands
Richard Wyands (* 2. Juli 1928 in Oakland (Kalifornien); † 25. September 2019 in New York City) war ein US-amerikanischer Jazzpianist.

## Leben und Wirken
Wyands hatte seine musikalische Karriere in der Bay Area 1944 gestartet und bis 1956 mit vielen lokalen Bands, u. a. mit Cal Tjaders Band gearbeitet. Er war Mitglied der Hausband in den Black Hawk- und Facks-Jazzclubs. 1956 war er für drei Monate Begleiter von Ella Fitzgerald, arbeitete für einige Monate in Ottawa, ging auf Tour mit Carmen McRae, und kam im März 1958 nach New York City. Er spielte mit Charles Mingus (Jazz Portraits – Mingus In Wonderland, 1959). Zwischen 1965 und 1975 war er Mitglied der Band von Kenny Burrell, mit dem er auch beim Montreux Jazz Festival 1969 auftrat.
Außerdem arbeitete er mit Gigi Gryce, Jerome Richardson, Oliver Nelson, Benny Bailey, Etta Jones und Von Freeman und leitet ein eigenes Trio. Im Bereich des Jazz war er laut Tom Lord zwischen 1949 und 2012 an 137 Aufnahmesessions beteiligt, u. a. auch mit Charlie Mariano, Eddie Lockjaw Davis, Roy Haynes., Gene Ammons, Taft Jordan, Roland Kirk, Freddie Hubbard, Esther Phillips, Harold Ashby, Zoot Sims, Budd Johnson, Art Davis, Pam Purvis, Carl Fontana, Doc Cheatham, Spike Robinson, Illinois Jacquet, Slam Stewart, Benny Carter, Eric Alexander, Frank Wess, Warren Vaché, Teddy Edwards, Michael Hashim, Jay Leonhart, Jimmy Cobb, Ralph LaLama, Houston Person, Peter Bernstein und Scott Robinson.
Zu seinen musikalischen Vorbildern zählt Wyands Teddy Wilson, Art Tatum, Bud Powell, Oscar Peterson und Hampton Hawes.

## Diskographie
- Then, Here and Now (Jazzcraft, 1978), mit Lisle Atkinson, David Lee
- The Arrival (DIW Records, 1992), mit Lisle Atkinson, Leroy Williams
- Reunited (Criss Cross Jazz, 1995), mit Peter Washington, Kenny Washington
- Get Out of Town (SteepleChase, 1996), mit Peter Washington, Kenny Washington
- Lady of the Lavender Mist (Venus, 1997) dto.
- Half and Half (Criss Cross Jazz, 1999) dto.
- As Long as There’s Music (Savant, 2000), mit Ray Drummond, Grady Tate